# Municipio de Mission Creek (Minnesota)
El municipio de Mission Creek (en inglés: Mission Creek Township) es un municipio ubicado en el condado de Pine en el estado estadounidense de Minnesota. En el año 2010 tenía una población de 635 habitantes y una densidad poblacional de 7,71 personas por km².

## Geografía
El municipio de Mission Creek se encuentra ubicado en las coordenadas 45°56′44″N 92°57′33″O / 45.94556, -92.95917. Según la Oficina del Censo de los Estados Unidos, el municipio tiene una superficie total de 82.35 km², de la cual 82.29 km² corresponden a tierra firme y (0.07%) 0.05 km² es agua.

## Demografía
Según el censo de 2010, había 635 personas residiendo en el municipio de Mission Creek. La densidad de población era de 7,71 hab./km². De los 635 habitantes, el municipio de Mission Creek estaba compuesto por el 95.12% blancos, el 1.26% eran afroamericanos, el 1.26% eran amerindios, el 0.47% eran asiáticos, el 0.16% eran isleños del Pacífico, el 0.16% eran de otras razas y el 1.57% pertenecían a dos o más razas. Del total de la población el 2.2% eran hispanos o latinos de cualquier raza.